# Puffin-sziget
Puffin-sziget egy lakatlan sziget Anglesey keleti csücskében, Walesben. Korábban Priestholm (angol) és Ynys Lannog (walesi) néven volt ismert. Modernkori nevét a szigeten fészkelő jelentős számú lunda (Puffin) populációról kapta.

## Földrajz
Puffin-sziget a kilencedik legnagyobb területű sziget Wales partjainál. Legmagasabb pontján 58 m (190 láb), körben minden oldalról meredek szirtek szegélyezik. A sziget a Baron Hill birtok kizárólagos tulajdona, partraszállni csak külön engedéllyel szabad.

## Történelem
A walesi név, Ynys Seiriol, Szent Seiriolra utal, aki a VI. században egy vallási közösséget alapított a szigeten és azzal szemben a szárazföldön, Trwyn Dunál (Penmon Point). Egyesek szerint Seiriolt a szigeten temették el.
A 12. század végén egy kolostor állt a szigeten, amelyet Giraldus Cambrensis is megemlít 1188-ban. Azt állította hogy bármikor, amikor a szerzetesek között viszály és széthúzás tört ki, minden élelmüket elpusztították az egerek. Cadwallon ap Cadfan király is itt bújt meg egy Northumbria ellen vezetett sikertelen hadjárat után. Néhány egyházi épület romjai még láthatók a szigeten, köztük egy XII. századi templom.
Sokkal később egy távíróállomást is létesítettek a sziget északkeleti részén, azonban ezt ma már nem használják.

## Élővilág

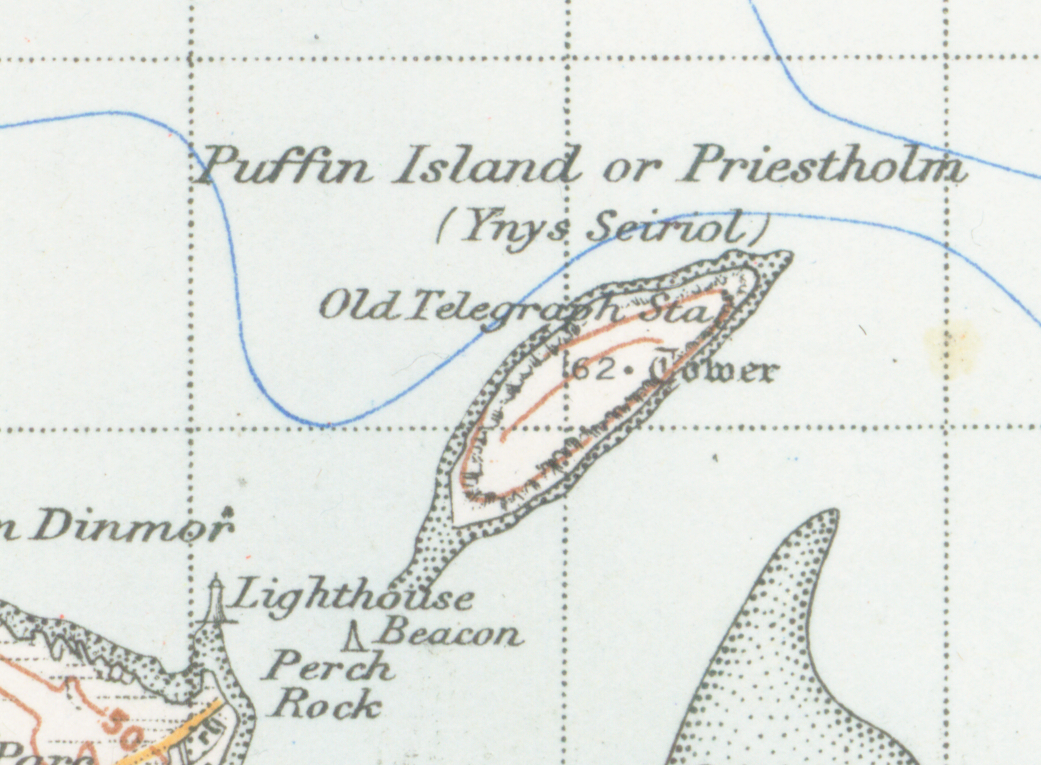
A sziget térképe 1947-ből

A sziget természetvédelmi terület, részben 750 madárpárból álló nagy kárókatona kolóniája miatt, ami a Brit-szigetek egyik legnagyobbja. Nagy számban fészkelnek itt még lummák, alkák, kárókatonafélék, és az utóbbi években pehelyrécék és fekete lummák is költöztek a szigetre. A lundák (Puffin), amelyekről a sziget a modernkori nevét kapta jelentős számban vannak jelen, előfordult hogy egyszerre 2 000 párt is számoltak. A vándorpatkányok véletlenül kerültek a szigetre, valószínűleg a XIX. század végén, és rendkívülien lecsökkentették a lundák populációját. 1998-ban elkezdték a méreggel irtani őket, aminek következtében a lundák száma növekedésnek indult.
Egy időben a területet teljesen lelegelték a nyulak, viszont teljesen kipusztultak egy myxomatosis járvány miatt, ami a növényzet, főleg a fekete bodza, elterjedéséhez vezetett.
A sziget körüli erős áramlatok kedveznek a tengeri élővilágnak különösen az északi partnál, ahol a vízmélység eléri a 15 métert is. A környék kedvelt a horgászok körében, nagyrészt makrélát fognak, de népszerűek az egyéb halfajták is. Húsvéttól októberig sétahajók is indulnak a szigethez.
1878-ban a vasrudakat szállító Pioneer nevű gőzhajót Skerries-hez közel hajtóműhiba miatt vontatni kezdték, majd miután elszakadt a vontatókötél, a Puffin-szigetnél megfeneklett a parton.